# Galium verum
Galium verum L., cuajaleche, galio, presera, sanjuanera es una planta natural de Eurasia que crece en buena parte de Europa, en bosques caducifolios y perennifolios, en matorrales y herbazales más o menos húmedos sin importar el tipo de suelo.

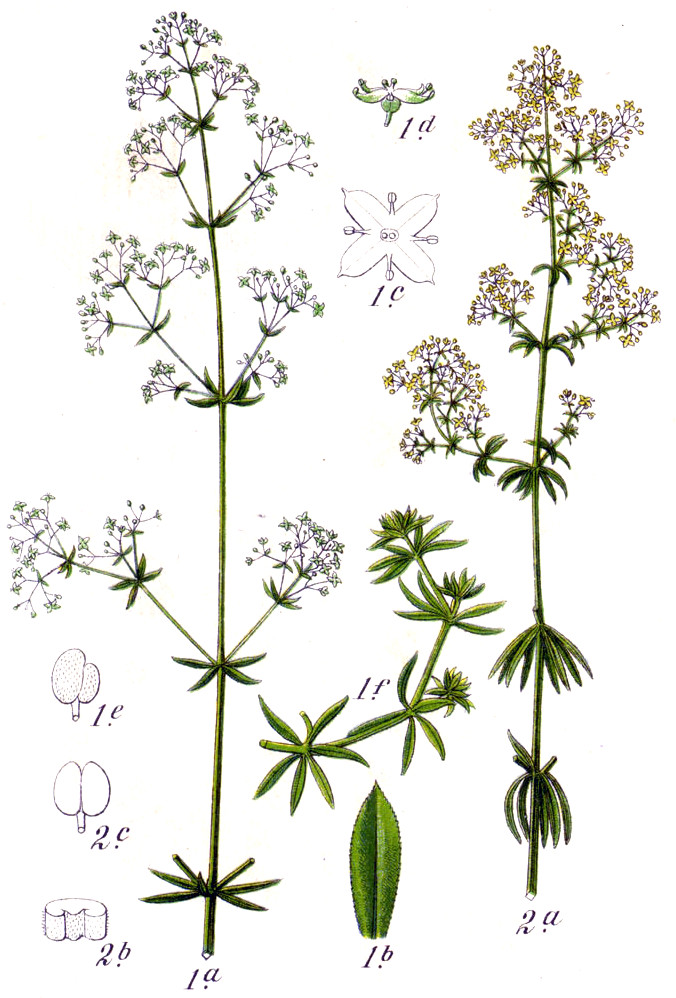
Ilustración

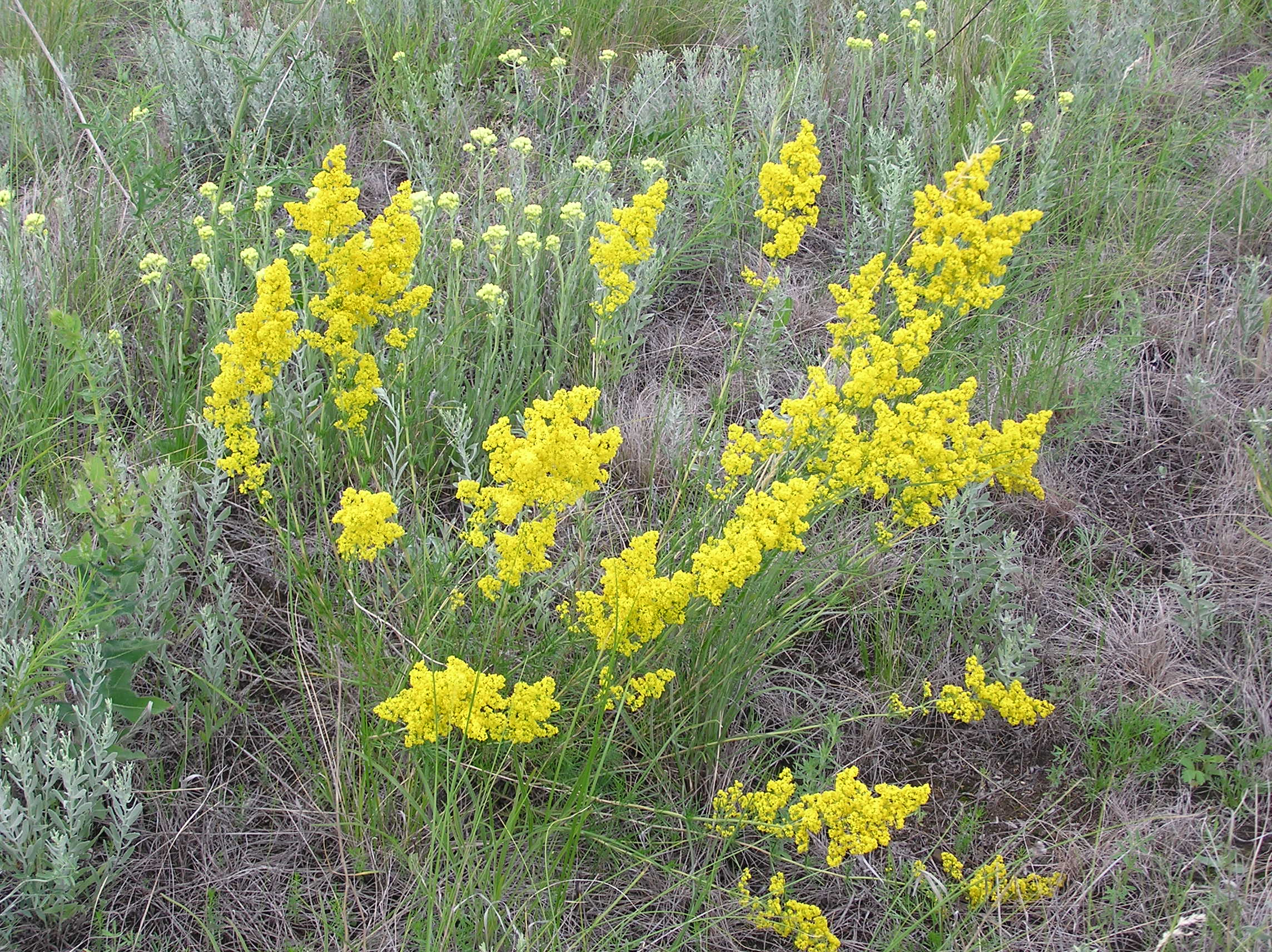
En su hábitat

## Descripción
Es una planta anual herbácea de gran diferencia de altura, desde 5 a 120 cm, con tallo erecto y cuadrado. Las hojas estrechas y lanceoladas se agrupan en verticilos de 4-12 hojas. Las flores pequeñas, de color amarillo brillante están agrupadas en densos racimos terminales.

## Historia
Planta conocida desde la Antigüedad, de la que Dioscórides dice: «Su flor aplicada en forma de emplastro, sana las quemaduras del fuego y restaña las efusiones de sangre. Su raíz atiza la virtud genital». Andres Laguna añade: «restiñe todo fluxo de sangre». Se cuenta además que sus bellas flores amarillas sirvieron en la Antigüedad para enrubiar los cabellos, así como para cuajar la leche para hacer quesos que adoptan un bello color amarillo. De esto último parece derivar el nombre del género (de gala = leche).

## Taxonomía
Galium verum fue descrita por Carlos Linneo y publicado en  Species Plantarum 1: 107, en el año 1753.
Etimología
Galium: nombre genérico que deriva de la palabra griega «gala», que significa  «leche»,  en alusión al hecho de que algunas especies fueron utilizadas para cuajar la leche.
verum: epíteto latíno que significa «verdadera».
Sinonimia
- Asterophyllum galium Schimp. & Spenn. in F.C.L. Spenner (1829).
- Rubia vera (L.) Baill. (1880).
- Galium verum var. typicum Rouy in G. Rouy & J. Foucaud (1903), nom. inval.
- Galium verum subsp. euverum Hyl. (1945), nom. inval.[6]
- Galium glabratum Klokov
- Galium verum subsp. praecox (K.H. Lang) Petr.
- Galium verum subsp. verum
- Galium verum subsp. wirtgenii (F.W. Schultz) Oborny[7][8]

## Mitología
Frigg era la diosa de las mujeres casadas, en la mitología nórdica. Ayudó a las mujeres a dar a luz a sus hijos, y como los escandinavos usaban la paja de la sanjuanera (Galium verum) como sedante, la llamaron hierba de Frigg.

## Nombre común
- Castellano: agana, cuajaleche, cuaja leche, cuajaleches, cuaxaleche, galio, galio de flor amarilla, hierba cuajadera, hierba sanjuanera, presera, quaxa leche, yerba cuajadera, yerba de la grama, yerba de la grana, yerba sanjuanera.[7]